# Campillos
Campillos é um município da Espanha na província de Málaga, comunidade autónoma da Andaluzia, de área 67 km² com população de 1,544 habitantes (2007) e densidade populacional de 44,31 hab./km².

## Demografia
| Variação demográfica do município entre 1991 e 2004 | Variação demográfica do município entre 1991 e 2004 | Variação demográfica do município entre 1991 e 2004 | Variação demográfica do município entre 1991 e 2004 |
| --------------------------------------------------- | --------------------------------------------------- | --------------------------------------------------- | --------------------------------------------------- |
| 1991                                                | 1996                                                | 2001                                                | 2004                                                |
| 7551                                                | 7737                                                | 7707                                                | 7923                                                |